# Medaglia Darwin

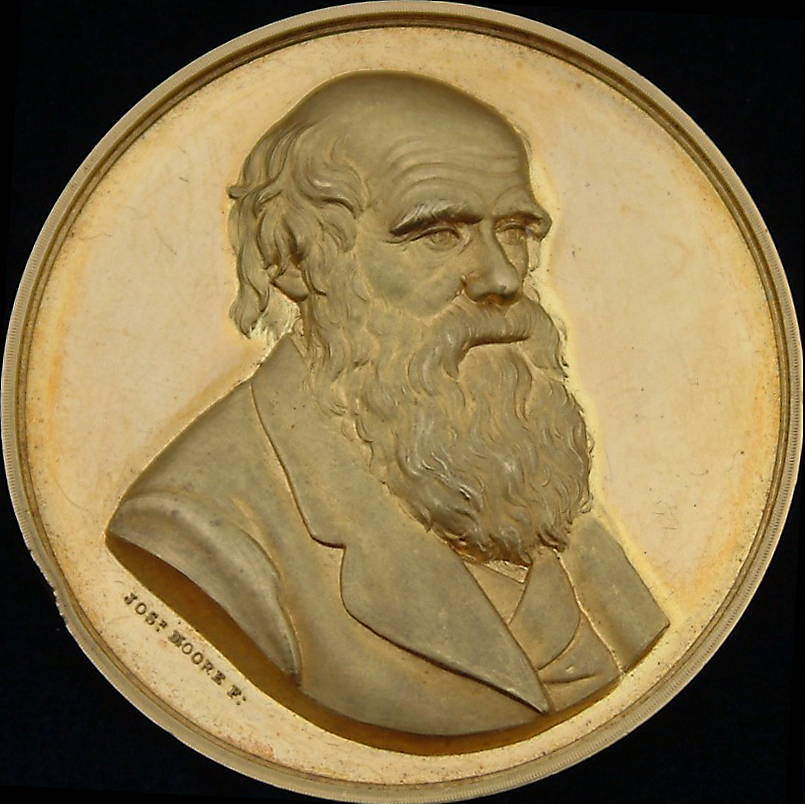

La medaglia Darwin, istituita nel 1890, viene assegnata ogni due anni dalla Royal Society ad uno o a due biologi che si siano distinti con ricerche nei settori della biologia in cui Charles Darwin lavorò durante la sua vita.
È una medaglia in argento con l'effigie di Darwin sul retro.

## Elenco premiati
- 1890: Alfred Russel Wallace (1823-1913)
- 1892: Joseph Dalton Hooker (1817-1911)
- 1894: Thomas Henry Huxley (1825-1895)
- 1896: Giovanni Battista Grassi (1854-1925)
- 1898: Karl Pearson (1857-1936)
- 1900: Ernst Haeckel (1834-1919)
- 1902: Sir Francis Galton (1822-1911)
- 1904: William Bateson (1861-1926)
- 1906: Hugo de Vries (1848-1935)
- 1908: August Weismann (1834-1914)
- 1910: Roland Trimen (1840-1916)
- 1912: Francis Darwin (1848-1925)
- 1914: Sir Edward Bagnall Poulton (1856-1943)
- 1916: Yves Delage (1854-1920)
- 1918: Henry Fairfield Osborn (1857-1935)
- 1920: Sir Rowland Henry Biffen (1874-1949)
- 1922: Reginald Punnett (1875-1967)
- 1924: Thomas Hunt Morgan (1866-1945)
- 1926: Dukinfield Henry Scott (1854-1934)
- 1928: Leonard Cockayne (1855-1934)
- 1930: Johannes Schmidt
- 1932: Carl Erich Correns (1864-1933)
- 1934: Albert Charles Seward (1863-1941)
- 1936: Edgar Johnson Allen
- 1938: Frederick Orpen Bower (1855-1948)
- 1940: James Peter Hill
- 1942: David Meredith Seares Watson (1886-1973)
- 1944: John Stanley Gardiner
- 1946: D’Arcy Thompson (1860-1948)
- 1948: Ronald Fisher (1890-1962)
- 1950: Felix Eugen Fritsch
- 1952: John Burdon Sanderson Haldane (1892-1964)
- 1954: Edmund Brisco Ford
- 1956: Julian Sorell Huxley (1887-1975)
- 1958: Gavin de Beer
- 1960: Edred John Henry Corner
- 1962: George Gaylord Simpson (1902-1984)
- 1964: Kenneth Mather
- 1966: Harold Munro Fox
- 1968: Maurice Yonge
- 1970: Charles Sutherland Elton
- 1972: David Lack (1910-1973)
- 1974: Philip MacDonald Sheppard (1921-1976)
- 1976: Charlotte Auerbach
- 1978: Guido Pontecorvo
- 1980: Sewall Wright
- 1982: John Heslop-Harrison e Yolande Heslop-Harrison
- 1984: Ernst Mayr (1905-2005)
- 1986: John Maynard Smith (1920-2004)
- 1988: William Donald Hamilton (1936-2000)
- 1990: John Harper
- 1992: Motoo Kimura (1924-1994)
- 1994: Peter Lawrence
- 1996: John Sulston
- 1998: Michael Gale e Graham Moore
- 2000: Brian Charlesworth
- 2002: Peter e Rosemary Grant
- 2004: Enrico Coen e Rosemary Carpenter
- 2006: Nick Barton
- 2008: Geoff Parker
- 2010: Bryan Clarke
- 2012: Timothy Clutton-Brock